# Alfheim
Alfheim (cu denumirile alternative Lichtelfenheim, Lichtalbenheim sau Liusalfheim) este, în mitologia nordică, un oraș ce se găsește în cer și în care locuiesc geniile luminoase (spirite bune) Elfi, care-i așteaptă acolo pe cei drepți. Acolo se află palatul unuia din cei mai importanți zei nordici, Freyr.
Opus cosmosului mitologic nordic Yggdrasil se găsește Svartalfheim, în care sălășluiesc ființe telurice (pitici și gnomi), strâns legate de pământ și de materie.
Acest articol referitor la mitologia nordică  este deocamdată un ciot. Puteți ajuta Wikipedia prin completarea lui!